# The Producers (serial)
The Producers este un film serial sud coreean din anul 2015 produs de postul KBS (Korean Broadcasting System).

## Cast
- Kim Soo-hyun - Baek Seung-chan
- Cha Tae-hyun - Ra Joon-mo
- Gong Hyo-jin - Tak Ye-jin
- IU - Cindy